# Baħrija
Baħrija máltai község a nagy sziget nyugati partja közelében, a sziget egyik legmagasabban fekvő területén, Rabat helyi tanács területén. Közel 3 000 lakosával nem számít kicsinek az országban. Nevének jelentése moly.

## Története
A bronzkorban, Kr. e. 1400 körül jelentős település állt a környéken, sőt a községről nevezte el a szakirodalom a máltai bronzkor utolsó szakaszát (Kr. e. 900-700). Ezután sokáig jelentéktelen település, kialakulásáról sincsenek biztos adatok. Történelmi jelentősége nem volt, a környékbeliek ma is földműveléssel foglalkoznak. Már a 16. században kápolna állt itt Tours-i Szent Márton tiszteletére, amelytől 1761-ben megvonták az egyházi jogot, hogy menedéket nyújtson az üldözötteknek. Először 1942-ben kapott állandó papot. Két temploma közül ma csak az 1984-ben épült Szent Márton templomot használják. 277 hektárnyi területe 1996 óta védettséget élvez. 2010. június 5. óta ötfős minitanács irányítja a helyi ügyeket, amely 4 munkáspárti és 1 nemzeti párti képviselőből áll.

## Lelkészei
- Thomas Xerri O.P. (1942-1951)
- Saverin Bianco (1951-1980)
- Daniel (Martin) Caruana O.P. (1980. január 1.-2000. november 25.)
- Paul Raggio (2000. december 7.-2005)
- Timon Mercieca (2005 óta)

## Nevezetességei
Kevés turista keresi fel, vonzereje a hosszú sétákra alkalmas nyugodt környezetben van, illetve könnyen elérhető innen a Fomm ir-Riħ öböl és a Victoria Lines védelmi vonal nyugati vége.
- A Qlejgħa domb oldalában bronzkori település, valamint kőbe vájt ciszternák és silók maradványai
- Szinte az egész ország látható a községből, még Gozo egy részét is megfigyelhetjük, sőt tiszta éjszakákon Szicília fényei is ellátszanak idáig.
- Szent Márton kápolna (San Martin): a 16. században épült, az új templom elkészülte óta nem használják
- Szent Márton templom: 1984-ben épült
- Turkey's Fair: a vásárt 1953 óta a festa utáni vasárnapon tartják. Eredeti célja az volt, hogy az új kápolna építéséhez pénzt gyűjtsenek
- Tradicionális étele a nyúl

## Kultúra
Kórusa a 16 fős Dilectio Pauper, vezetője Gordon Debono.

## Közlekedése
Autóval Rabattól Binġemmán keresztül közelíthető meg.
Autóbuszjáratai (2018. december):
- 109 (Siġġiewi-Rabat-Baħrija)